# Вуличний кіт на ім'я Боб (фільм)
«Вуличний кіт на ім'я Боб»(англ. A Street Cat Named Bob) — британська біографічна драма режисера Роджера Споттісвуда за сценарієм Марії Нейшн та Тіма Джона. Фільм заснований на однойменній книзі письменника Джеймса Боуена, що стала бестселером. Назви книги й фільму обігрують назву п'єси Теннессі Вільямса «Трамвай „Бажання“» (A Street Car Named Desire). Прем'єра фільму відбулася в Лондоні 3 листопада 2016 року. 29 березня 2017 фільм отримав нагороду Національної кінопремії Великої Британії в номінації «Кращий британський фільм». Продовження — Різдво кота Боба.

## Сюжет
|  | Іноді для того, щоб врятувати одне, потрібно дев’ять життів |

Фільм «Вуличний кіт на ім'я Боб» розповідає історію безхатнього вуличного музиканта Джеймса Боуена, життя якого "перевернув" бродячий рудий кіт. Джеймс Боуен (у виконанні Люка Тредевея) намагається облаштувати своє життя і позбутися наркотичної залежності. У цьому йому допомагає соціальна працівниця Вел (Джоан Фроггатт), яка домоглася надання Джеймсу соціального житла. Одного разу музикант виявляє у себе на кухні рудого кота. Спочатку Джеймс намагається знайти господаря, але безрезультатно; позбутися кота теж не виходить, оскільки той постійно повертається назад.
Одного дня Джеймс помічає у кота інфіковану рану і несе його в благодійну ветеринарну клініку. Для покупки потрібних ліків Джеймсу доводиться витратити практично весь свій досить невеликий бюджет, але турбота про кота змінює Джеймса внутрішньо, і він твердо вирішує припинити лікування метадоном. Симпатичний славний і розумний кіт несподівано допомагає Джеймсу в заробітках (вони стають популярними у лондонської публіки), а також зводить його з дівчиною Бетті (у виконанні Рути Гедмінтас), з якою у Джеймса зав'язуються романтичні стосунки. В кінці фільму Джеймс також налагоджує відносини зі своїм батьком.
|             | Отримавши останній шанс після критичного рецидиву, Джеймс переїжджає у житло в північному Лондоні, де двоє нових знайомих спрямовують його на шлях до світла: це його сусідка — маніакальна хіпі і мрійниця — Бетті (одягнена у безликий трикотаж, що не знає сезонних змін), є менш привабливішою за бродячого кота Боба, який заходить у спартанську, заплямовану пліснявою квартиру Джеймса через відчинене вікно і вирішує залишитись. Коли кіт усиновляє людину — звичайно, це більша справа, ніж навпаки! Згодом розгублений Джеймс усвідомлює, що Боб — найвигідніший талісман: виявляється, метушливі перехожі набагато щедріші, якщо вони можуть погладити симпатичного рудого кота |
| — Гай Лодж, | |

## Персонажі

### Головні ролі[5]
- Люк Тредевей —  Джеймс Боуен, безробітний вуличний музикант, який намагається позбутися наркотичної залежності
- Кіт Боб —  в ролі самого себе  (його дублерами виступали ще 6 котів c кличками Оскар, Букер, Джаффа, Лео, Ріккі і Трейсі)
- Рута Гедмінтас —  Бетті, сусідка Джеймса, любителька тварин, в романтичних стосунках з Джеймсом
- Джоан Фроггатт —  Вел, працівниця служби соціальної підтримки людей, які страждають від наркотичної залежності
- Ентоні Хед —  Джек Боуен, батько Джеймса

### Другорядні ролі
- Бет Годдард —  Хіларі, дружина батька, мачуха Джеймса
- Керолайн Гудолл —  Мері , американська журналістка, яка переконує Джеймса написати книгу про Боба.
- Даррен Еванс —  Баз , давній друг Джеймса, який не поборов героїнову залежність.
- Рут Шин —  Елсі , добросердна жінки середнього віку, яка дарує подарунки Бобу.
- Ніна Вейд —  автобусний кондуктор

Сам Джеймс Боуен, автор книги, за якою знятий фільм, теж знявся в невеликому епізоді, де він бере автограф у головного героя і дякує йому за книгу.

## Знімальна група[7]
- Режисер: Роджер Споттісвуд
- Сценаристи: Тім Джон, Марія Нейшн
- Продюсер: Адам Ролстон
- Виконавчі продюсери: Говард Болл та інші
- Композитор: Девід Гіршфельдер
- Оператор: Пітер Вунсторф
- Монтаж: Пол Тотілл
- Звук: Барнабі Сміт та інші
- Спецефекти: Колін Горрі, Енді Адам, Ед Сміт
- Візуальні ефекти: Саймон Вілкінсон та інші
- Підбір акторів: Ірен Лемб, Ребекка Райт
- Художники-постановники: Антонія Лоу
- Артдиректор: Чарміан Адамс
- Дресирувальник тварин: Марк Емі
- Гримери: Софія Крискуоло, Холлі Едвардс, Сузі Лонг
- Художник по костюмах: Джо Томпсон

## Історія створення
|                                      | Люди кажуть, що мене міг би зіграти Джонні Депп – але ж він застарий, хіба ні? |
| — Джеймс Боуен про екранізацію книги |                                                                                |

24 серпня 2015 року було оголошено, що Роджер Споттісвуд зніматиме фільм за мотивами книги «Вуличний кіт на ім'я Боб» Джеймса Боуена, тоді як Тім Джон написав сценарій фільму, пізніше долучилася.
Знімальний період розпочався 25 жовтня 2015 року в містах Лондон та Ковент-Ґарден, на Twickenham Film Studios. Зйомки завершені 6 грудня 2015 року.

## Показ
Бюджет фільму склав $8 000 000. Світова прем'єра відбулась 3 листопада 2016 року. Зібрано в світовому прокаті $16 053 043. 
  Прем'єра у США відбулась 18 листопада 2016 року. Зібрано $82 703 
  Прем'єра в Україні — 2 березня 2017 року. 
  Прем'єра онлайн — 27 березня 2017 року.

## Критика
На агрегаторі рецензій Гнилі помідори фільм має схвальний рейтинг 77% на основі 56 рецензій, з середнім балом 5,9/10. Критичний консенсус сайту стверджує: «Вуличний кіт на ім'я Боб» використовує реальну історію як натхнення для сповненого неспокою, зворушливого фільму, який повинен пройняти всіх, крім найбільш цинічних глядачів. На Metacritic фільм має оцінку 54 зі 100, базуючись на оцінках 12 критиків, які приписали фільм до категорії «змішані або середні відгуки». За оцінкою 35-ти користувачів на основі сприятливих відгуків рейтинг фільму склав 7,8

### Відгуки в ЗМІ
|                         | Це не найкращий фільм, який ви побачите у цей святковий сезон, але ця м’яка приємна екранізація бестселера «людина-і-його-кішка» має свої принади. |
| — Гай Лодж для Variety, | |

|                                                    | Особливо показово, що, з одного боку, адаптація не надто антропоморфізує Боба чи приписує йому якісь містичні чи магічні сили, хоча, з іншого боку, вона час від часу намагається показати речі буквально з точки зору кота... |
| — Леслі Фельперінд для "Голівудського репортера"., | |

|                           | У багатьох сценах «Вуличного кота на ім'я Боб» є відчуття телевізійності, це спроба оздоровити життя на вулицях... Але неможливо дивитися фільм про щасливу історію, подібну історії Джеймса і Боба, без теплого сяйва. |
| — Кет Кларк для Time Out, | |

## Цікаві факти
- Було відібрано кількох котів, щоб зіграти Боба, але зрештою, Боб зіграв себе більшу частину фільму.
- Однією з причин, через яку Люка Тредевея відібрали на головну роль, було те, що він сам вміє грати на гітарі та співати. В усіх сценах співає саме він.
- Люк Тредевей (Джеймс Боуен) і Рута Гедмінтас (Бетті) зустрічались впродовж кількох років, перш ніж разом виступити в цьому проєкті.
- Вдруге Джеймс зачиняє «двері сусідів-мишей», використовуючи книгу «Про мишей та людей» Джона Стейнбека.
- Це третій фільм за участю тварин, який зняв Роджер Споттісвуд. Він також режисував фільми «Тернер і Гуч» (собака) і «Північне сонце» (білий ведмідь).
- На одному з автобусів видно рекламу фільму «Північне сонце» (2014). Цей фільм також був знятий Роджером Споттісвудом[6].
- Герцогиня Кембриджська Кейт брала участь у Лондонській прем'єрі фільму як покровителька Action On Addiction, благодійної організації, яка допомагає тим, хто бореться зі зловживанням наркотиків та алкоголю.[15].
- На жаль, кіт Боб загинув 15 червня 2020 року у віці 14 років.

|                 | Боб врятував мені життя. Ось так просто. Він дав мені набагато більше, ніж просто дружнє спілкування. З ним я знайшов мету в житті, якої мені бракувало. Успіх, якого ми досягли завдяки нашій книзі і фільму, був дивом. Боб познайомився з тисячею людей, торкнувся мільйонів життів. Ніколи не було такого кота, як він. І ніколи більше не буде... |
| — Джеймс Боуен, | |